# Andrea Jürgens
Andrea Jürgens, punim imenom Andrea Elisabeth Maria Jürgens (Wanne-Eickel, 15. svibnja 1967. – Recklinghausen, 20. srpnja 2017.), njemačka pjevačica šlagera i dječja pjevačka zvijezda krajem 1970-ih.
Uz šlagere, u Njemačkoj se proslavila prepjevima narodnih pjesama i povremenom suradnjom sa sastavima tradicijske glazbe. Tako je album s prepjevima tradicijskih njemačkih i stranih božićnih pjesama Weihnachten mit Andrea Jürgens (Božić s Andreom Jürgens) prodan u 1,5 milijuna primjeraka ostvarivši peterostruku platinastu nakladu. Ujedno je album 8 uzastopnih tjedana bio na vrhu njemačke glazbene ljestvice prodaje.
Sveukupno je izdala 17 studijskih albuma, 22 zbirke (kompilacije), 90 pjesama, 3 božićna albuma i 3 velike zbirke uspješnica (tzv. box-seta). Dobitnica je više njemačkih glazbenih nagrada.
Ostvarila je desetak cameo uloga u nekoliko njemačkih televizijskih serija.